# Валльставе
Валльставе (нем. Wallstawe) — община в Германии, в земле Саксония-Анхальт, район Зальцведель. Входит в объединённую общину Бетцендорф-Дисдорф. Население составляет 886 человек (2021). Занимает площадь 44,09 км².

## Население
Население на 31 декабря 2010 года составляло 980 человек.
| Год  | Численность | Численность |
| ---- | ----------- | ----------- |
| 2017 | 867         | [ 1 ]       |
| 2019 | 876         | [ 4 ]       |
| 2021 | 886         | [ 5 ]       |
| 2022 | 885         | [ 6 ]       |
| 2023 | 873         | [ 2 ]       |